# Syrrhopodon constrictus
Syrrhopodon constrictus là một loài rêu trong họ Calymperaceae. Loài này được Sull. Mitt. mô tả khoa học đầu tiên năm 1873.